# Nólsoy
Nólsoy er en ø på Færøerne. Den eneste bebyggelse Nólsoy bygd ligger nordvest på øen. Den 10,3 km² store ø havde havde i 2025 i 214 indbyggere.Nólsoy blev en selvstændig kommune i 1876 og har været en del af Tórshavn Kommune siden 2005.
Nólsoy ligger 4–5&nb sp;km øst for hovedstaden Tórshavn på Streymoy, som øen har færgeforbindelse med. Den vigtigste næringsvej er fiskeriet, og en stor del af befolkningen arbejder i Tórshavn.
Nólsoy har store bestande af havfugle. En af verdens største Lille stormsvalekoloni ruger på øen.

## Geografi
Nólsoy strækker sig ca. 9 km fra nordvest til sydøst. Øen har en aflang form, og er ca. 2,5 km på det bredeste. Øen måler 10,32 km². Nólsoy ligger øst for Streymoy, adskilt af det 4–5 km brede sund Nólsoyarfjørður
. Nólsoy beskytter den naturlige havn i Tórshavn mod uvejr fra åben sø. Hans A. Djurhuus fremhæver dette i sin lyriske skildring af Færøernes geografi, "Lítið yvir Føroyaland".
Det højeste punkt på Nólsoy er det 372 meter høje Eggjarklettur på det man kalder Høgoyggjin,hvilket gør Nólsoy til den laveste ø på Færøerne. Den nordligste del af øen, Strongin, er forbundet med resten af øen med en smal tange. Bebyggelsen og havnen på øen ligger tæt på vestsiden af tangen.

## Øens to fyrtårne
Der er to fyrtårne på den sydlige ende af Nólsoy. Den mindste et mindre fyrtårn er placeret ved Borðutanga.
Fyrtårnet Borðan, blev bygget i 1893 ved Tumbin. Linsen er 2,82 meter høj og vejer omkring fire tons. Både fyrtårnet og de relaterede huse er bygget af tilhuggede basalt og granit. Husene blev bygget til tre familier. Borðans befolkning udgjorde omkring 1900 i alt 16 personer. Under 2. verdenskrig på Færøerne boede en britiske soldater ved Borðan, rester af bygningerne kan stadig at ses. Fyret blev automatiseret i 1995.

## Natur
BirdLife International har defineret Nólsoy som et vigtigt fugleområde, med sine skønsvis 90.000 par ynglende havfugle. Af disse er det rundt 50.000 par lille stormsvale,30.000 par lunder og 100 par tejster. Nólsoy har også Færøernes eneste kendte bestand af vilde butsnudede frøer.

## Nólsys historie
I Korndali et par hundrede meter øst for landsbyen ligger der ruiner fra middelalderen som blev fredet i 1946.
1349 Bygden Korndal har været beboet fra 1300-tallet til midt i 1700-tallet. Man kan stadig se rester af bosætningen. En af ruinerne kaldes Prinsesseruinen; I følge sagnet boede hér en skotsk prinsesse, der sammen med sit hjertes udkårne var stukket af fra faderen.
I 1674 sejler det hollandske skib "Konning David" på land ved Nólsoy og bliver vrag. Mandskabet reddes og de lokale får en god bjærgeløn.
I 1706 nævnes Korndalur på skrift som beboet med fæstue og røghus, kort tid efter er stedet forladt.
I 1782 opfører monopolhandelen et vippefyr på "Stongin", Nólsoys nordspids.
Under 2. verdenskrig på Færøerne var der stationeret britiske soldater ved fyrtårnet Borðan, og rester af bygningerne kan stadig ses

## Turisme
Bygden er malerisk med mange bådehuse. Det første man ser når man ankommer til øen med Ritan er en æresport lavet af en hvalkæbe], som blev sat op til ære for dronning Ingrid, da hun gæstede Nólsoy midt i 1970'erne.
Nólsoy er velegnet til vandreture ad den gamle vardesti over fjeldet Eggjarklettur ud til fyrtårnet Borðan.
Midt i bygden ligger der et cafeteria med B&B og en primitiv campingplads.
Jens-Kjeld Jensen udstopper fugle, som kan købes i hans kombinerede forretning og fuglemuseum på Nólsoy. Han organiserer også nattevandring ud til den kendte stormsvalekoloni. Lille stormsvale (på færøsk "drunnhviti") er verdens mindste havfugl.
Nólsoy har en årlig byfest, Ovastevna, afholdes hvert år i august, 1-2 uger efter nationalfesten Ólavsøka i Tórshavn, der holdes i begyndelsen af august. Byfesten, er til ære for Nólsoys berømte bysbarn, Ove Joensen, der i 1986 roede til København i en traditionel Færøbåd. Ove druknede i 1987 på Skálafjørður. Overskuddet fra arrangementerne bruges til at færdiggøre et projekt som Ove startede efter sin rotur til Danmark, nemlig at bygge en svømmehal til børnene i Nólsoy. I turistkontorets kælder er der nu et museum til ære for Ove. Hér står blandt andet hans båd Diana Victoria.
Brunnhuset eller "Husið við Brunn" blev oprindeligt bygget af drivtømmer, men den østlige del af huset er bygget af en pommersk fyrretræstamme, der blev købt på auktion efter et skib, der gik ned ved Saksun i 1828. Gamle Jáki, som købte træstammen, sejlede den til Nólsoy, hvor den blev savet op og brugt til byggemateriale. Komfuret købte gamle Jáki i 1858. Det var det første komfur i bygden og også et af de første på Færøerne. Man kaldte komfuret for "Kogemaskinen. 10 generationer af den samme familie har boet i huset i over 300 år. Den sidste beboer flyttede ud omkring 1960, og i 1985 blev huset fredet og omdannet til museum.
I den gamle bygdebutik fra 1902 sælges der om sommeren blandt andet madvarer, tøj og nipsting.
På sydspidsen af Nólsoy går der en klippehule gennem fjeldet. I godt vejr kan man sejle igennem hullet.

## Sagn
Et sagn fortæller at en trold engang ville lægge Nólsoy og Sandoy sammen ved at stramme et reb gennem klippehulen i Nólsoy og en tilsvarende klippehule i Sandoy. Trolden spændte så hårdt at dens hoved røg af og blev til bjerget Trøllhøvdi på nordspidsen af Sandoy.
Ifølge et sagn skulle der have boet en skotsk prinsesse i Korndalur
En prinsesse siges at have boet i Nólsoy i oldtiden. Hun var et uægte barn og blev derfor udstødt af kongen, hendes far. Så hun flygtede til Færøerne. I Korndal i Nólsoy skulle hun bo sammen med sin mand i et muret hus. Derfor er toften stadig dokumenteret. Engang kom hendes far for at besøge hende og landede uden for Neystar i Hálgutoftir. Hun gik ham i møde med barnet i armene, rakte det frem og sagde til ham, at han skulle slå sig selv og denne lille ihjel, før han gjorde noget mod hendes mand. Da sank kongens hjerte, og de blev enige, inen han gik igen.